# Стейнсдальсфоссен
Стейнсдальсфоссен (также называют Øvsthusfossen или Øfsthusfossen; норв. Steinsdalsfossen) — водопад, расположенный в 2 километрах от города Нурхеймсунн, на западе Норвегии.

## Общие сведения
Является одним из самых посещаемых водопадов Норвегии. Внутри водопада есть мостик, по которому туристы могут ходить, наблюдая за течением воды. Высота составляет 20 метров. Стейнсдальсфоссен является частью реки Фосселва.
Германский император Вильгельм II посещал водопад каждое лето в период с 1889 года и до начала Первой мировой войны.
На всемирной выставке Expo 2000 Норвегия выступила с копией пятнадцатиметрового водопада Стейнсдальсфоссен.